# Actinia annulata
Actinia annulata is een zeeanemonensoort uit de familie van de Actiniidae. De wetenschappelijke naam van de soort is voor het eerst geldig gepubliceerd in 1854 door Gay.